# 고려링크

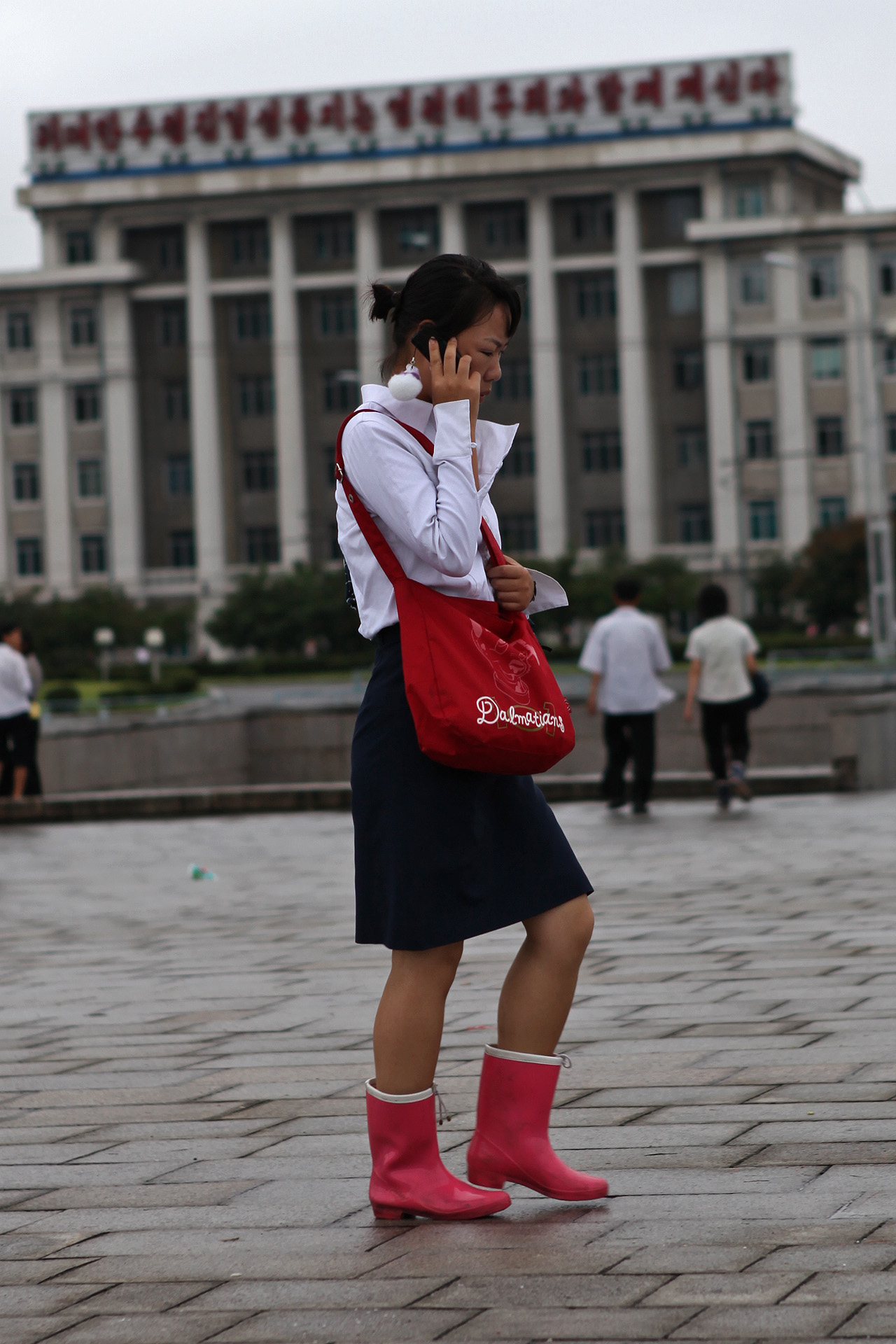

고려링크(高麗링크, Koryolink)는 조선민주주의인민공화국의 3G 이동통신 업체로 조선민주주의인민공화국 내에 있는 3개의 모바일 회사 중의 하나이다. '고려링크'는 조선민주주의인민공화국 최초의 이동통신 업체로서, 조선민주주의인민공화국 체신성과 이집트 계열 회사인 오라스콤이 합자해 설립하였다.
비지니스위크는 고려링크의 주주인 오라스콤(Orascom)의 말을 인용하여, 이용자 수는 125,661명이라고 보도했다. 오라스콤 텔레콤은 고려링크에 대한 지분 75%를 소유하고 있으며, 조선민주주의인민공화국 체신성이 나머지 25%를 가지고 있다.
개발도상국들의 모바일 기술을 위한 사회 기반 시설에 투자하는 것으로 알려져 있다. 고려링크는 평양직할시와 5개의 추가 도시, 8개의 고속도로와 철도 부분을 다루고 있다. 이동통신 상의 휴대 전화 번호들은 앞에 +850 (0)192를 덧붙인다. (조선민주주의인민공화국의 전화번호 체계 참고)

## 역사
2008년 1월 오라스콤 텔레콤는 조선민주주의인민공화국에서 3G 모바일 이동통신의 설립 허가를 수여받았다. 고려링크는 처음에 3세대 이동통신을 2백만의 인구가 사는 평양에 설립하였다. 이후에 통신 범위를 국가 전역으로 확장하는 계획을 세워, 2008년 12월에 이동통신을 출시하였으며, 5,300명의 이용자를 보유하게 되었다. 2011년 10월에 이용자 수가 80만을 돌파하였다.

## 3G 데이터 서비스 개통
고려링크가 조선민주주의인민공화국에서 2011년 1분기부터 광명망을 기본으로 하는 WAP 서비스를 포함한 3G 데이터 서비스를 개통하여 이때부터 주민에게 3G 데이터 서비스가 개통이 되었으며 이때부터 많은 사람들이 3G 데이터 서비스를 신청을 하여 광명망을 기본으로한 데이터 요금제를 실시를 하였다.
그리하여 고려링크 2분기 가입자수는 크게 늘고 여기에 3G 데이터 서비스를 개통하였다는 발표문도 올리게 되었다.
그리고 2013년에는 3G 모바일 인터넷 서비스와 함께 3G 데이터 서비스를 외국인에게 한정하여 개통을 하여 결국 많은 사람들이 애용을 하였다.
하지만 결국 일반인에게는 서비스가 중단이 되고 대신 모바일 데이터 서비스를 실시를 하였고 대신 외교관등 주요 정부 관계자들은 사용을 계속 허용하였다.
2017년에는 광명망을 기본으로한 3G 모바일 인트라넷 서비스를 김정은의 재가로 결국 허용이 되어 2017년부터 모바일 인트라넷 서비스를 북한 주민에게도 서비스가 되고 있다고 NK News가 단독 보도하였음을 알 수가 있다.

## 같이 보기
- 오라스콤 그룹
- 강성네트망